# Henryk Bałuszyński
Henryk Bałuszyński (Knurów, 15 juli 1972 – Ruda Śląska, 1 maart 2012) was een profvoetballer uit Polen, die zijn actieve carrière in 2008 beëindigde bij Gwiazda Chudów in zijn vaderland. Hij speelde als aanvaller, en kwam onder meer uit voor Górnik Zabrze, VfL Bochum en Arminia Bielefeld. Hij overleed op 39-jarige leeftijd aan een hartaanval.

## Interlandcarrière
Bałuszyński kwam in totaal vijftien keer (vier doelpunten) uit voor de nationale ploeg van Polen in de periode 1994–1997. Hij maakte zijn debuut op 9 februari 1994 in de vriendschappelijke uitwedstrijd tegen Spanje (1-1). Hij viel in dat duel na 63 minuten in voor Andrzej Juskowiak.
| Interlanddoelpunten | Interlanddoelpunten | Interlanddoelpunten | Interlanddoelpunten   | Interlanddoelpunten | Interlanddoelpunten | Interlanddoelpunten | Interlanddoelpunten |
| #                   | Datum               | Locatie             | Wedstrijd             | Goal(s)             | Score               | Uitslag             | Wedstrijd           |
| ------------------- | ------------------- | ------------------- | --------------------- | ------------------- | ------------------- | ------------------- | ------------------- |
| 1                   | 04/05/1994          | Krakau              | Polen – Hongarije     | 80'                 | 2 – 2               | 3 – 2               | Oefenduel           |
| 2                   | 10/12/1994          | Riaad               | Saoedi-Arabië – Polen | 11' (pen)           | 0 – 1               | 1 – 2               | Oefenduel           |
| 3                   | 28/02/1996          | Rijeka              | Kroatië – Polen       | 9'                  | 0 – 1               | 2 – 1               | Oefenduel           |
| 4                   | 10/11/1996          | Katowice            | Polen – Moldavië      | 3'                  | 1 – 0               | 2 – 1               | WK-kwalificatie     |

## Erelijst
VfL Bochum
- 2. Bundesliga

1996
 Arminia Bielefeld
- 2. Bundesliga

1999